# Hybomys planifrons
Hybomys planifrons és una espècie de mamífer rosegador de la família dels múrids. Viu a altituds de fins a 2.250 msnm a Costa d'Ivori, Guinea, Libèria i Sierra Leone. El seu hàbitat natural són els boscos de diversos tipus. És una espècie en risc mínim, és a dir, no sembla que hi hagi cap amenaça significativa per a la seva supervivència. El seu nom específic, planifrons, significa ‘front pla’ en llatí.